# Anukramaṇī
Los Anukramanis (sánscrito: अनुक्रमणी) son el conjunto de índices sistémicos de himnos vedas que registran la métrica poética, contenido y tradiciones de autoría.

## Anukramanis del Rigveda
Seis Anukramanis del Rigveda son ascriptas a Shaunaka: Anuvakanukramani, Arshanukramani, Chandonukramani, Devatanukramani, Padanukramaniy Suktanukramani. Excepto por el Anuvakakramani, lao otros Anukramanis solo sobreviven en citas en los escritos de Shadgurashishya. 
El Anukramani más importante del Rigveda es  Sarvanukramani (hacia el segundo siglo a. C.) de Katyayana, que registra la primera palabra, el número de versos, nombre y familia de los poetas (rshis), nombres de las deidades y métricas de cada uno de los 1,028 himnos del Rigveda. El Vedarthadipika, escrito por Shadgurushishya (siglo XII) es un comentario significativo de esta obra.
Mayrhofer (2003) analiza los nombres personales contenidos en el Rigveda Anukramani, contabilizando 543 ítems. No es unánime la opinión académica con respecto a la edad y autenticidad de la tradición de estos nombres. Mayrhofer sugiere que Hermann Oldenberg (1888) estaba esencialmente en lo correcto al suponer que 
"los editores de las listas de autores [...] [tenían] una noción correcta de las familias asociadas con estos Mandalas [La "familia de libros" rigvédicos 2 - 7], posiblemente enraizada en la tradición. Más allá de ello, los mismos no dan el menor signo de información genuina sobre los autores de los himnos." (p. 229)

## Anukramanis de los otros Vedas
El Arsheya Brahmana es el más antiguo Anukramani del Samaveda, correspondiente a su shakha Kauthuma. El Jaiminiya Arsheya Brahmana es un Anukramani posterior del Samaveda correspondiente a su shakha Jaiminiya. 
Hay tres Anukramanis del Yajurveda que corresponden al shakha Atreyi del Taittiriyasamhita, el shakha Charayaniya  (denominado Mantrarshadhyaya) y el shakha Madhyandina  del Vajasaneyisamhita ascripto al Katyayana.
El Brihatsarvanukramani y el Atharvavediyapancpatalika son los Anukramanis del Atharvaveda. El Brihatsarvanukramani es un índice completo del Atharvavedasamhita en 10 patalas.